# ساروله
ساروله (به ایتالیایی: Sarule) یک کومونه در ایتالیا است که در استان نیورو واقع شده‌است. ساروله ۵۲٫۶ کیلومتر مربع مساحت و ۱٬۸۶۴ نفر جمعیت دارد و ۷۰۰ متر بالاتر از سطح دریا واقع شده‌است.